# Красномајски
Красномајски (рус. Красномайский) насељено је место са административним статусом варошице (рус. посёлок городского типа) у европском делу Руске Федерације. Налази се у централном делу Тверске области и административно припада Вишњеволочком рејону.
Према проценама националне статистичке службе, у вароши је 2014. живело 4.966 становника.

## Географија
Варошица Красномајски налази се у северном делу Тверске области, односно у централном делу Вишњеволочког рејона. Смештена је на северним обалама вештачког Вишњеволочког језера, на месту где се у језеро улива река Шлина. Налази се на око 125 километара северозападно од обласног центра града Твера, односно свега око 8 километара северозападно од града Вишњег Волочока.

## Историја
Иако је на подручју око данашњег насеља још у XV веку постојало малено насеље под именом Кључино (рус. Ключино) историја варошице Красномајски почиње 1859. године када је ту подигнута мања хемијска фабрика. Око фабрике се убрзо развило насеље у којем су становали фабрички радници. Нешто касније, 1873. трговац Андреј Болотин је купио фабрику и претворио је у погон за производњу стакла. Била је то прва стаклара у тадашњој Русији која је производила бојено стакло, и то у свим нијансама и бојама.
Након доласка Бољшевика на власт фабрика је 1920. национализована, а само насеље је преименовано на Красномајски (у слободном преводу Црвеномајск или Црвени мај). Године 1925. Красномајски добија административни статус варошице градског типа.

## Демографија
Према подацима са пописа становништва 2010. у вароши је живело 5.689 становника, док је према проценама за 2014. ту живело 4.966 становника.
| 1939. | 1959. | 1970. | 1979. | 1989. | 2002. | 2010. | 2014.  |
| ----- | ----- | ----- | ----- | ----- | ----- | ----- | ------ |
| ---   | 6,076 | 6,382 | 7,045 | 6,854 | 5,796 | 5,689 | 4,966* |

Напомена: * према проценама националне статистичке службе.